# Calypso Botez
Calypso C. Botez (n. 1879, Iași, România – d. 1933) a fost o activistă pentru drepturile femeilor, scriitoare română și profesoară.

## Biografie
Calypso Tufescu (numele său de familie înainte de căsătorie) a studiat istorie și filozofie la Facultatea de Litere și Filozofie a Universității din Iași (1898-1899). După încheierea studiilor, a fost profesoară suplinitoare în Botoșani și Tulcea (1906), profesoară și directoare a Școlii Secundare de Fete din Galați (1 mai 1911 – 1 mai 1914), după care profesoară de filozofie la Liceul de fete “Carmen Sylva” din București. În perioada în care s-a aflat în Galați, s-a căsătorit cu avocatul Corneliu V. Botez, magistrat în Galați, pe care l-a susținut în acțiunile de omagiere a poetului național, Mihai Eminescu. La rândul său, Corneliu Botez a susținut-o în lupta sa pentru drepturile femeilor.

## Activism și politică
În timpul Primului Război Mondial a fost președintă a Crucii Roșii din Galați, unde a acordat ajutor soldaților răniți. În 1917 a ajutat la fondarea Asociației pentru emanciparea Civilă și Politică a Femeilor Române (AECPFR) în Iași, alături de Ella Negruzzi, Elena Meissner și Maria Băiulescu. De asemenea, a fost aleasă prima președintă a Consiliului Național al Femeilor Române, a devenit membră în comitetele de conducere a Societății Ortodoxe Naționale a Femeilor Române, a societății Solidaritatea, a Uniunii Intelectuale Române. Totodată, ea a făcut parte din consiliul societății Gospodăriilor Rurale și a fost membră fondatoare a societății Amicele Tinerelor Fete. Calypso Botez a fost membră a Institutului Social Român, a fost consilier municipal în București, a înzestrat personal școala nr. 48 și a avut și activitate politică, fiind membră a Partidului Național-Țărănesc. Ca membră a Institutului Social Român, a înființat o secție de studii despre femei.
Consiliul Național al Femeilor Române (CNFR) a reușit să întemeieze stabilimente școlare, astfel în iulie 1923, Comisia Rurală a inaugurat Școala de Horticultură și Fermiere, coordonată de un comitet format din Calypso Botez, Zoe Gr. Râmniceanu și Elena Nanu-Pășcanu. Inițiativele CNFR au obținut recunoaștere internațională, astfel în octombrie 1923, Avril de Sainte-Croix, membră a Ligii Națiunilor, președintă a Consiliului Național al Femeilor din Franța și vice-președintă a CIF, a vizitat România. Participarea feministei Calypso Botez în CNFR a avut un impact exponențial asupra activismului feminist din perioada interbelică, ea luând parte la activități cu impact atât în justiție, cât și în educație prin întemeierea școlilor profesionale pentru fete. CNFR a adresat un apel juriștilor cu privire la drepturile civile ale femeilor, revendicând pentru femeia căsătorită să-și poată menține naționalitatea, cercetarea paternității să fie permisă în toate cazurile, să fie suprimat consiliul de familie și regimul dotal prin acceptarea separării de bunuri, astfel încât fiecare soț să dispună de propria sa avere.
Calypso Botez a candidat pe listele electorale ale Partidului Național-Țărănesc la alegerile municipale, comunale și județene din primăvara anului 1930. Ea, alături de alte feministe cunoscute, susțineau partidul datorită faptului că avea înscrise în programul său o serie de reforme democratice pentru care optau și organizațiile de femei. Totodată, acest partid a acordat drept de vot femeilor (1929) în alegerile locale și municipale, însă nu și în cele naționale. Calypso Botez a fost aleasă consilieră în Sectorul I Galben și în Delegația Permanentă a Capitalei, unde a contribuit substanțial la modernizarea serviciilor de asistență socială, în strânsă colaborare cu Secția Feminină a Institutului Social Român și cu Școala Superioară de Asistență Socială. Calypso a reușit să mărească bugetul asistenței sociale de la 36 milioane de lei la 50 de milioane în primul an de activitate. La cererea Biroului Internațional al Muncii (Bureau international du travail - B.I.T.), Biroul de corespondență pentru munca femeii, și Școala Superioară de Asistență Socială, coordonate de Calypso Botez, au întreprins anchete sociale în Capitală, la Cernăuți și în alte orașe ale țării. Aceste anchete au avut rolul de a viza condițiile de muncă și de viață ale femeilor muncitoare, calificarea profesională, repercusiunile implicării lor în diferite profesiuni asupra vieții de familie, fenomenul prostituției, problema delincvenților printre minori etc. Rezultatele investigațiilor, trimise de Calypso Botez Biroului Internațional al Muncii, au fost apreciate ca deosebit de relevante pentru situația femeii în România.
Congresul Federației Uniunii Femeilor Române, care s-a întrunit pentru prima dată pe teritoriul Vechiului Regat, la Craiova, pe 6-8 septembrie 1931, a hotărât ca o delegație a Federației, formată din Calypso Botez, Maria Baiulescu și Ella Negruzzi, să prezinte ministrului Justiției moțiunea potrivit căreia, drepturile civile de care se bucurau femeile din Transilvania și Banat încă din timpul Austro-Ungariei să fie extinse în toată țara. La propunerea Mariei Pop, reprezentanta femeilor din Oltenia, s-a hotărât ca o delegație, compusă din Calypso Botez, Maria Pop, Ella Negruzzi, Ortansa Satmary și Florica Georgescu să prezinte regelui și guvernului moțiunea adunării prin care se revendicau: 
- „Acordarea drepturilor civile pe baza deplinei egalități conform articolului 6 din Constituție”;
- „Introducerea acordării de drepturi politice femeilor române cu ocazia prezentării proiectului de reformă electorală”, care urma să fie luat în discuție de parlament.[11] În zilele de 8-10 septembrie 1936, s-a întrunit la Constanța Marele Congres al Asociațiilor Feministe, la care au fost reprezentate Federația Uniunii Femeilor Române (F.U.F.R.), A.E.C.P.F.R., Federația Femeilor Universitare, dar și o seamă de organizații politice, culturale și religioase. Calypso Botez a prezentat un raport despre "Noile curente politice și drepturile femeii”, în care a atras atenția asupra importanței stabilirii unei atitudini ferme a asociațiilor de femei față de cele două direcții și orientări diametral opuse care se confruntau în viața politică, mai exact forțele dictatoriale și forțele democratice, ea fiind de partea democrației.[11]

## Activitate literară
Calypso Botez s-a remarcat în cultura română și prin studii literare sau monografii. Studiul ei „Problema feminismului. O sistematizare a elementelor ei” a cuprins diversele dezbateri liberale prezente în Europa de Vest, alături de multiple statistici care contracarau argumentele referitoare la inferioritatea creierului femeii și moralității acesteia. La o dezbatere organizată în ianuarie 1922, ea a susținut conferința cu titlul „Drepturile femeii în Constituția viitoare”. Pentru Calypso Botez, această problemă a dreptului de vot a femeii era, la români, o urgentă necesitate națională, fiind o problemă de actualitate, în special datorită faptului că femeile participau la munca generală, rezultând în nevoia femeilor de a dispune de legi prin care să fie protejate și să aibă control asupra produsului muncii lor. Cât timp a fost membră a Institutului Social Român, a reușit să înființeze o secție de studii feminine și revista Arhiva pentru știința și reforma socială. A militat pentru egalitate de drepturi în fața legii în reviste precum Convorbiri literare, Revista idealistă și Revista pentru Știință și Reformă Socială.
În cărțile sale pledează pentru dreptul al vot al femeilor (primesc dreptul la vot femeile peste 30 de ani abia în 1939, ca mai apoi să se renunțe la discriminarea de vârstă în 1946), emanciparea intelectuală și politică, precum și simplificarea procedurilor de divorț.
A publicat:
- Problema drepturilor femeii române (1919);
- Problema feminismului. O sistematizare a elementelor lui (1920);
- Drepturile femeii în constituția viitoare (1922);
- Drepturile femeii în viitorul Cod Civil (1924);
- Rapport sur la situation juridique de la femme (1932).

## Premiul Calypso Botez
Centrul Filia premiază participarea femeilor din România în diverse domenii de activitate cu Premiul de Excelență „Calypso Botez”. Acesta a fost decernat pentru prima oară în 2011.
„Cu excepția lui Calypso Botez, feministele românce nu au reușit să depășească un anume nivel pragmatic, o legare directă a articolelor, broșurilor lor de stringente realități [...] Singură Calypso Botez a încercat o sinteză a problematicii feminismului, o sistematizare a discursurilor feministe”—eseista și traducătoarea Mihaela Mudure

## Distincții
- medalia „Crucea Comemorativă a războiului 1916-1918”;
- Ordinul „Crucea Regina Maria”, clasa a II-a;
- medalia „Avântul Țării”;
- medalia „Răsplata muncii pentru învățământ” clasa I;
- Ordinul „Sf. Sava” în grad de Ofițer;
- Ordinul „Sf. Mormânt” în grad de Ofițer.